# Ыйин-ванху
Ыйи́н-ванху́ (의인왕후 박씨; 5 мая 1555 — 5 августа 1600) — чосонская королева-консорт с 1569 года па дату своей смерти в 1600 году. Происходила из клана Баннам Пак. Первая жена 14-го вана Сонджо́ из династии Ли. Покровительница буддизма, на протяжении жизни жертвовала буддийским храмам. Ыйин — её посмертное имя. Имя, данное при рождении, не известно.

## Биография

### Ранние годы
Ыйин родилась 5 мая 1555 года во времена правления 13-го вана Мёнджона. Её отец, Пак Ынсо́н, происходил из клана Баннам Пак, а мать — из клана Чонджу Ли. 
Всего в семье было двое детей, включая её старшего брата Пак Донъёна.

### Королева-консорт

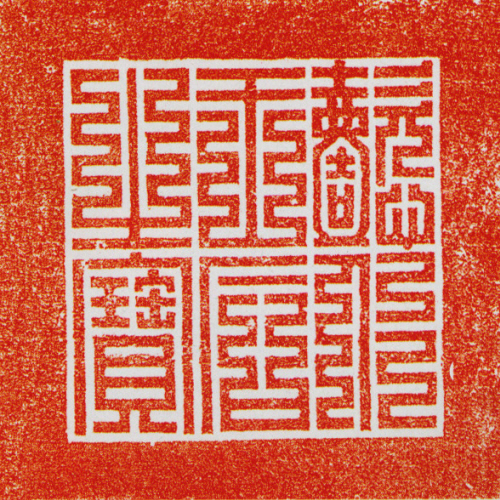
Печать королевы Ыйин

В 1569 году, когда ей исполнилось 15 лет, Ыйин вышла замуж за вана Сонджо, 14-го вана государства Чосон, получив титул королевы-консорта. Придворные звания получили так же и родители: мать стала «внутренней принцессой-супругой Ванса́н» (완산부부인), а отец — «внутренним принцем Бансо́н» (반성부원군).
Однако, семейная жизнь у Ыйин не заладилась. Сонджо очень желал наследников, но его молодая жена не могла иметь детей. Из-за этого муж начал отдаляться от нее и все чаще стал проводить время с наложницами.
Во время правления Ыйин занялась популяризацией буддизма среди населения. По ее приказу по всей стране строились буддийские храмы. Она молилась и делала пожертвования сама, а также призывала делать это других. Среди храмов под её патронажем, в частности, были Конбонса в Косоне и Пхопчуса в Поыне.

### Имджинская война и смерть
После Имджинской войны ван Сонджо бежал в Ыйджу в поисках защиты, взяв с собой королеву Ыйин-ванху и свою наложницу, мать его наследников, королевскую благородную супругу Ин из клана Сувон Ким (인빈 김씨). Во время поиска убежища королева рассталась с ними и бежала самостоятельно на остров Пхёнганам, провинция Пхёнган. Позже, когда война утихла, Сонджо с наложницей Ким вернулись в столицу, но Ыйин решила остаться в Хэджу до 1597 года.
Когда произошло Второе японское вторжение[уточнить], муж и жена снова разделились: Сонджо бежал с наложницей Ким, а королева — вместе со своим приёмным сыном, наследным принцем Кванхэ. 
Из-за постоянных переездов её здоровье сильно ухудшилось. Она умерла в возрасте 45 лет, не оставив наследников. Посмертно была удостоена титула «Ыйин-ванху» — королева Ыйин (의인왕후).

## Семья

### Родители и предки
- Дядя — Пак Ынчхон (박응천, 朴應川) (? — 1581)
  - Тётя — госпожа Ким (김씨, 金氏)
- Кузен — Пак Донхён (박동현, 朴東賢)
  - Тётя — госпожа Пак из клана Паннам Пак (반남 박씨, 潘南 朴氏)
- Дядя — Ли Хвибэк (이희백, 李希伯)
  - Тётя — госпожа Пак из клана Паннам Пак (반남 박씨, 潘南 朴氏)
- Дядя — Пак Сон Вон (박성원, 朴誠元)
- Отец — Пак Ынсун (박응순, 朴應順) (11 июня 1526 — 10 ноября 1580)
- Дядя — Пак Ыннам (박응남, 朴應男) (1527—1572)
- Дядя — Пак Ынин (박응인, 朴應寅) (1532—1606)
  - 1) Дедушка — Пак Со (박소, 朴紹) (1493—1534); был премьер-министром
    - 2) Прадедушка — Пак Чонён (박조년, 朴兆年) (1459—1500)
      - 3) Прапрадедушка — Пак Имчжон (박임종, 朴林宗)

    - 2) Прабабушка — госпожа Юн из клана Папхён Юн (정경부인 파평 윤씨, 貞敬夫人 坡平 尹氏) (? — 1520)

  - 1) Бабушка — госпожа Хон из клана Намьян Хон (정경부인 남양 홍씨, 貞敬夫人 南陽 洪氏) (1494—1578)
    - 2) Прадед — Хон Сабу (홍사부, 洪士俯)
- Мать — внутренняя принцесса-консорт Вансан из клана Чонджу Ли (완산부부인 전주 이씨, 完山府夫人 全州 李氏) (? — 1595)
  - 1) Дедушка — Ли Сугаб (문천수 이수갑, 文川守 李壽甲) (1495 — ?)
    - 4) Прапрапрадедушка — Ли Чон[уточнить], принц Геян (이증 계양군, 李璔 桂陽君) (1427—1464)[3]
    - 4) Прапрапрабабушка — принцесса Чонсон из клана Чхонджу Хан (정선군부인 청주 한씨, 旌善郡夫人 淸州韓氏) (1426—1480)[4]

### Братья и сёстры
- Старший брат — Пак Донён (박동언, 朴東彦) (1553—1605)
  - Невестка — госпожа Чон из клана Квансан Чон (정부인 광산 정씨, 貞夫人 光山 鄭氏)
    - Племянница — госпожа Пак из клана Паннам Пак (반남 박씨, 潘南 朴氏)
      - Муж племянницы — О Ик (오익)

    - Безымянный племянник

### Супруг
- Сонджо (선조, 宣祖) (1552—1608)
  - Свекровь — Великая внутренняя принцесса-консорт Хадон из клана Хадон Чжон (하동부대부인 하동 정씨, 河東府大夫人 河東 鄭氏) (1522—1567)[5]
    - Законная свекровь — королева Инсун из клана Чхонсон Сим (인순왕후 심씨) (7 июня 1532 — 12 февраля 1575)

  - Свёкор — Великий внутренний принц Докхын (덕흥대원군, 德興大院君) (1530—1559)[6]
    - Законный свёкор — Мёнджон (3 июля 1534 — 3 августа 1567) (조선명종)

### Дети
- Приёмный сын — Кванхэ (광해군, 光海君) (1575—1641)[7]
  - Приёмная невестка — королева Хеджан из клана Мунхва Ю (혜장왕후 유씨) (1576—1623)
    - Безымянный приёмный внук; умер преждевременно
    - Приёмный внук — Ли Джи, свергнутый наследный принц (이지 폐세자) (31 декабря 1598 — 22 июля 1623)
      - Жена приёмного внука — свергнутая наследная принцесса-консорт Пак из клана Мирьян Пак (폐빈 박씨) (1598 — май 1623)
        - Приёмная правнучка — Безымянная принцесса (군주)

## Популярная культура
Образ королевы Ыйин сыграли южнокорейские актрисы:
- Ли Хёчхо́н в телесериале 2003—2004 годов «Женщина короля» (SBS).
- Хван Мисон в сериале 2004—2005 годов «Бессмертный адмирал Ли Сунсин» (KBS).
- Им Джиын в сериале 2014 года «Лицо короля» (KBS2).
- Хван Инъён в сериале «Джинбирок»[8] (KBS, 2015 год).
- Кан Ханна в сериале 2016 года «Зеркало ведьмы» (JTBC).